# Zarándi László
Zarándi László (Kiskunfélegyháza, 1929. június 10. – 2023. augusztus 14. vagy előtte) olimpiai bronzérmes, Európa-bajnok atléta, rövidtávfutó, edző.
1952-ben diplomázott a Testnevelési Főiskolán, tagja volt a „villámikrek” néven ismert, az 1952. évi olimpián bronzérmes és az 1954-es atlétikai Európa-bajnokságon aranyérmes 4 × 100-as magyar váltónak. Visszavonulása után a Testnevelési Főiskolán dolgozott.

## Díjai, kitüntetései
- Magyar Arany Érdemkereszt (2019)[2]